# داني براند
داني براند هو منافس ألعاب قوى سويسري، ولد في 23 فبراير 1996.

## وصلات خارجية
- داني براند على موقع الاتحاد الدولي لألعاب القوى (الإنجليزية)
- داني براند على موقع الدوري الماسي (الإنجليزية)